# Zwarte knotsdijboktor
De zwarte knotsdijboktor (Ropalopus clavipes) is een keversoort uit de familie van de boktorren (Cerambycidae). De wetenschappelijke naam van de soort werd voor het eerst geldig gepubliceerd in 1775 door Fabricius.